# Caradrina alpha
Caradrina alpha är en fjärilsart som beskrevs av Barnes och Benjamin 1926. Caradrina alpha ingår i släktet Caradrina och familjen nattflyn. Inga underarter finns listade i Catalogue of Life.